# Comuna Kuibîșeve, Șîșakî
Kuibîșeve (în ucraineană Куйбишеве) este o comună în raionul Șîșakî, regiunea Poltava, Ucraina, formată din satele Klîmove, Kuibîșeve (reședința), Malîi Pereviz și Manaciînivka.

## Demografie
Componența lingvistică a comunei Kuibîșeve
     Ucraineană (95,19%)
     Rusă (2,92%)
     Română (1,46%)
Conform recensământului din 2001, majoritatea populației comunei Kuibîșeve era vorbitoare de ucraineană (95,19%), existând în minoritate și vorbitori de rusă (2,92%) și română (1,46%).